# Guitarra acústica

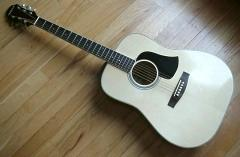
Guitarra acústica.

La guitarra acústica és un tipus de guitarra amb cordes de metall o de niló, el so del qual es genera mitjançant la vibració de les cordes que s'amplifiquen en una caixa acústica de fusta o algun acrílic. El terme "acústica" s'utilitza en contraposició al de "guitarra elèctrica". De fet, totes les guitarres que no són elèctriques, com la guitarra clàssica, són acústiques, ja que tenen una caixa de ressonància i sonen per si mateixes sense necessitat d'utilitzar un sistema d'amplificació extern.

## Cultura
No obstant això, en general s'utilitza el terme "acústica" únicament per a les guitarres amb cordes de metall. Els nord-americans distingeixen, entre les guitarres acústiques, les guitarres de cordes de metall (també conegudes com a western guitars) i les guitarres de cordes de niló, que serien les guitarres clàssiques.

## Característiques
La guitarra acústica posseïx una caixa més gran que la clàssica, un mànec més fi i amb més trasts, cordes de metall i un so més potent. La guitarra acústica sol emprar-se sobretot en la música folk i country, però també en el pop, el rock i tots els seus vessants. També existeixen les guitarres electroacústiques, que mantenen la seva caixa harmònica però que inclouen un micròfon a l'interior que fa possible l'amplificació del so durant concerts o enregistraments. És propi de la guitarra acústica el Finger Style, és a dir, aquella forma de tocar en la qual s'usen els dits de la mà dreta en lloc de la pua (picking).